# バクスター移住受付処理センター
バクスター移住受付処理センター（Baxter Immigration Reception and Processing Centre, Baxter Detention Centre）は、オーストラリア南オーストラリア州ポートオーガスタにあった移住者収容所。

## 概要
- 施設建築者：Thiess Constructions Proprietary Ltd, Australasian Correctional Management (ACM)

## 参照
1. ↑  AAP (2007年8月17日). “Baxter detention centre to close”. News.com.au (News Limited).  オリジナルの2008年10月22日時点におけるアーカイブ。 2007年9月3日閲覧。

- Detainees questioned over Baxter fires - ABC, November 12, 2005（2007年3月11日時点のアーカイブ）